# De Post in de Vloeiweide

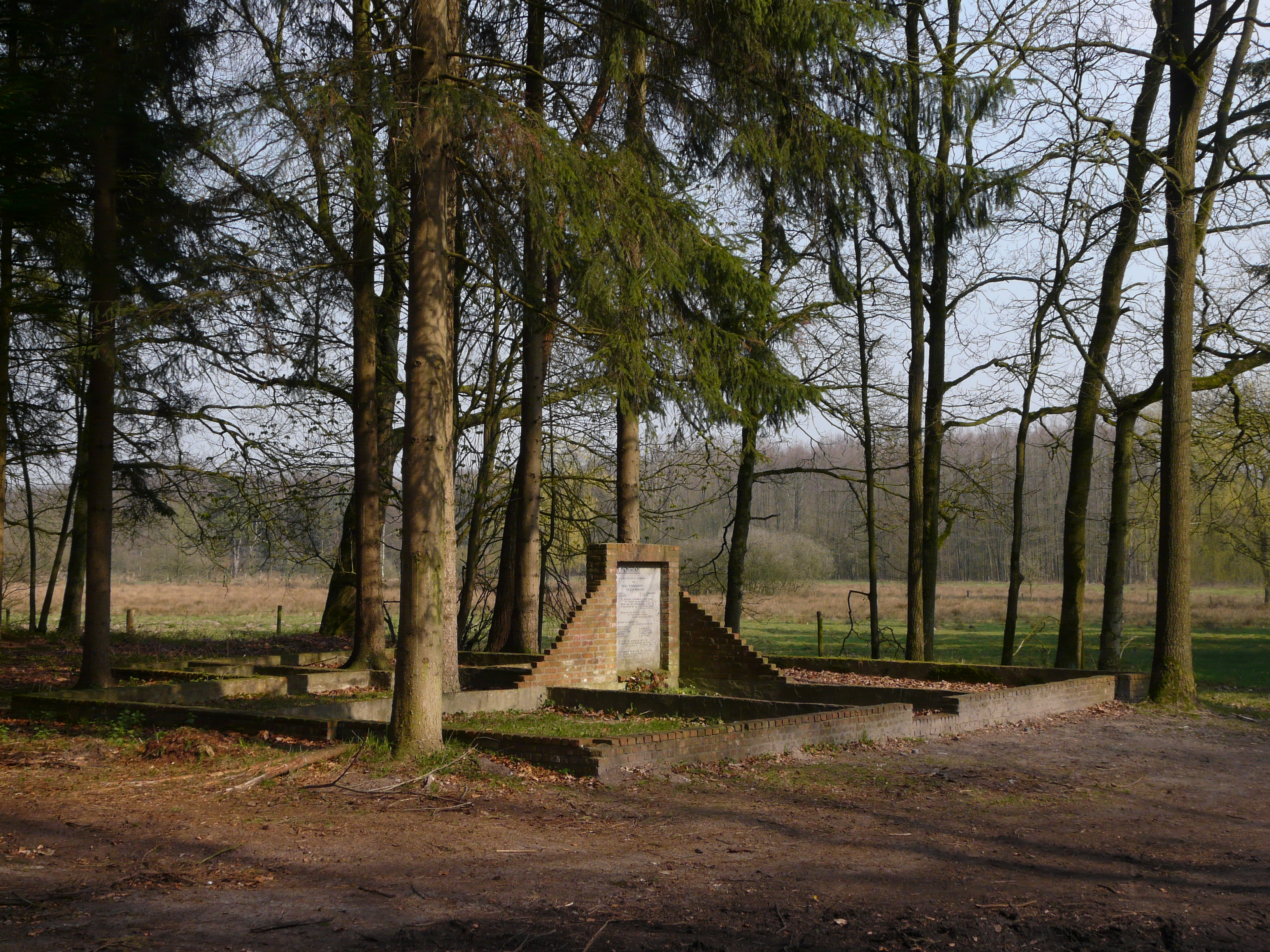
Monument in de Vloeiweide

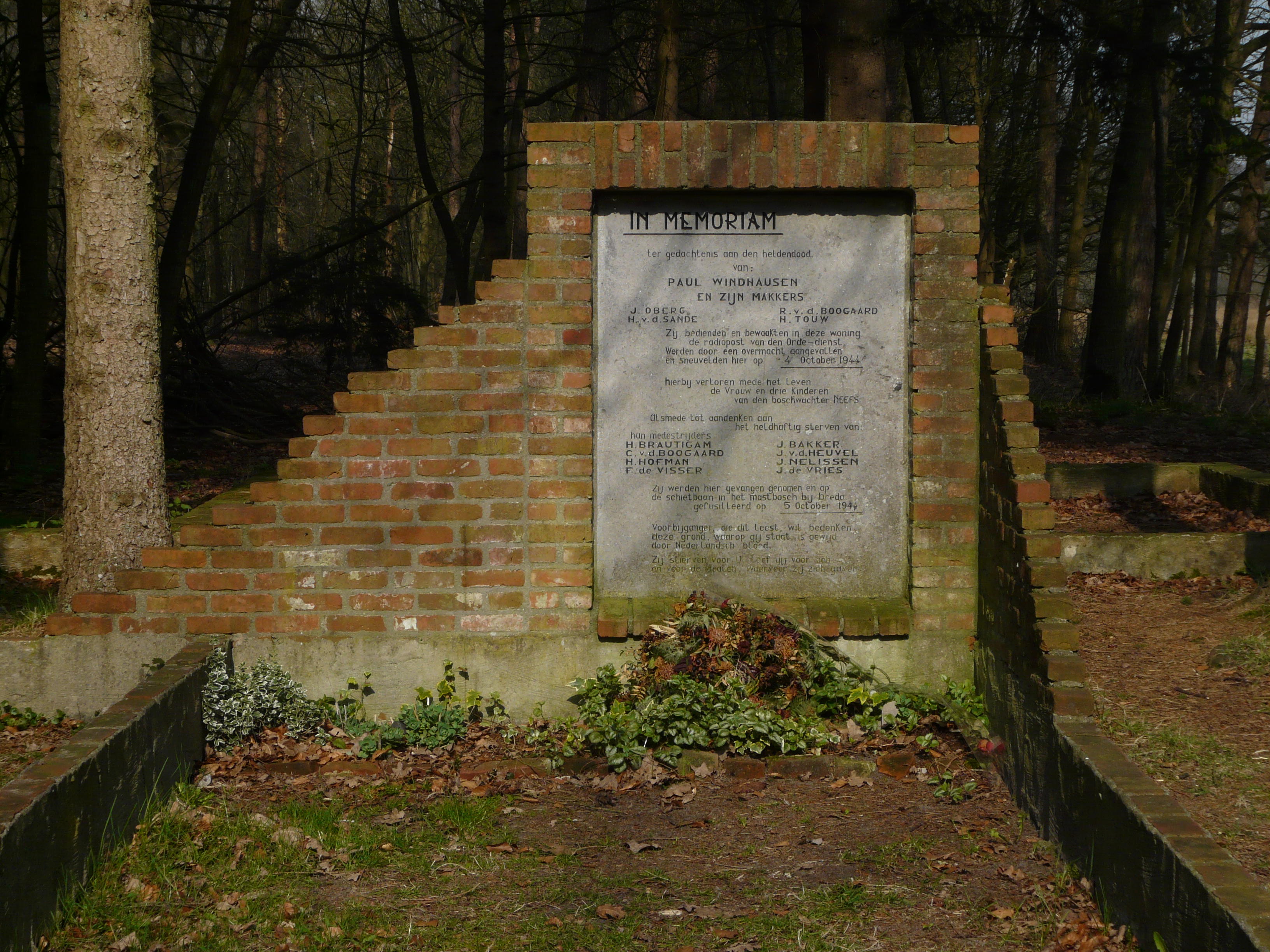

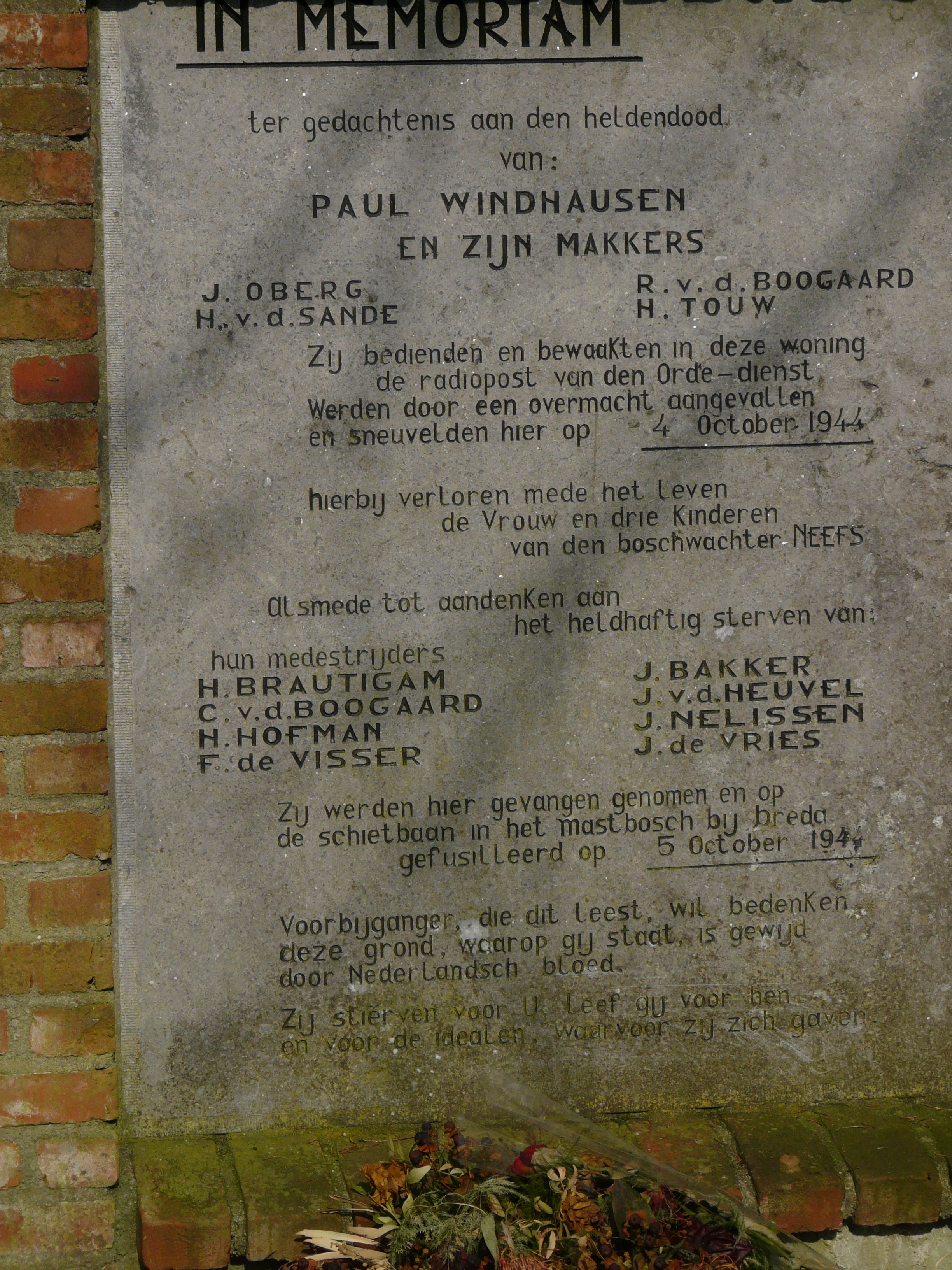

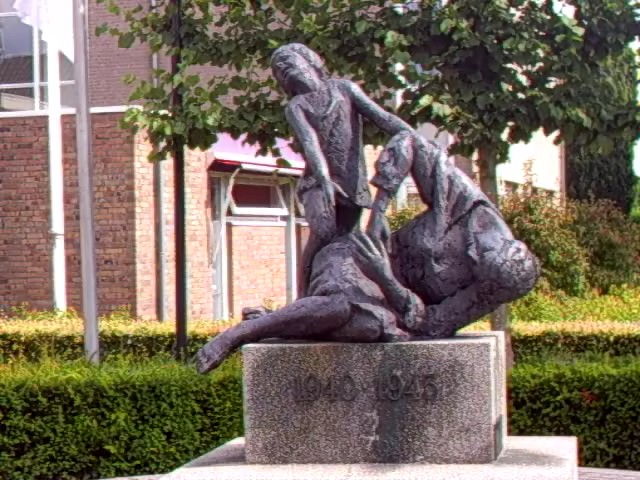
Oorlogsmonument in Rijsbergen

In de ochtend van 4 oktober 1944 werd door de Duitsers een overval uitgevoerd op een Radiopost in de Vloeiweide. De radiopost was ingericht in de boswachterswoning van boswachter Neefs. De woning was gelegen in de Vloeiweide in Rijsbergen. Bij deze overval kwamen vijf medewerkers van de Ordedienst (OD) om het leven.
Op 5 oktober 1944 werden als represaille acht medewerkers van de OD op de Schietheide in het Mastbos, aan de Galderseweg, in de omgeving van Ginneken terechtgesteld. De verzetsstrijders behoorden tot een radiopost en een Bewakingsgroep van het Gewest 16 van de Ordedienst. Bij de overval kwamen eveneens de moeder en drie kinderen van het gezin van boswachter Neefs om het leven. De boswachterswoning brandde gedeeltelijk af.
Op de plaats waar de woning heeft gestaan herinnert de fundering van het huis en een gedenkteken aan de slachtoffers die door de Duitsers en hun Nederlandse handlangers werden omgebracht. Aan de Schietheide, op de plaats waar de terechtstelling van de gevangenen plaatsvond, is ter nagedachtenis aan de slachtoffers een monument opgericht. Het gedenkteken in de Vloeiweide werd in 1985 door leerlingen van Groep 7 van de St. Bavoschool in Rijsbergen geadopteerd.

## De organisatie en de structuur van de Ordedienst
De radiopost die in de Vloeiweide was ingericht maakte deel uit van de Ordedienst van het Gewest 16. Het Hoofdkwartier van het Gewest 16 was gevestigd in Breda. Geografisch betrof het Gewest een gebied in Midden- en West-Brabant, een gebied tussen Bergen op Zoom en Oisterwijk. De commandant van het Gewest was drs. A. van der Poel. Hij woonde in het Liesbos in het naburige dorp Princenhage. Tot 1943 was Van der Poel werkzaam als leraar aan het Onze Lieve Vrouwelyceum in Breda. Na 1943 dook hij onder omdat hij door de Sicherheitsdienst (SD) werd gezocht. Een van zijn voormalige collega’s, de kunstschilder en tekenleraar Paul Windhausen, had hij kunnen bewegen tot deelname aan het verzet. Windhausen was code-officier en commandant van de Radiogroep die op 4 september 1944 in de Vloeiweide een radiopost had ingericht.
De Ordedienst behoorde samen met de Raad van Verzet (RVV) en de Landelijke Knokploegen (LKP) tot de drie verzetsorganisaties die tijdens de Tweede Wereldoorlog in bezet Nederland actief waren. Deze drie verzetsorganisaties werden aan het einde van de maand oktober 1944 geïntegreerd in de Binnenlandse Strijdkrachten. De OD bestond uit negentien Gewesten. De leider van de landelijke OD was de reserve ritmeester jhr. Pieter Jacob Six (1894-1986). Hij had het Algemeen Hoofdkwartier van de OD gevestigd in de Koepelkerk in Amsterdam. Na de demobilisatie van de Nederlandse krijgsmacht in 1940 hadden zich veel beroepsmilitairen bij de OD aangesloten. Toch was de OD geen op militaire leest geschoeide en van bovenaf strak geleide organisatie. De OD had een duidelijke structuur en de Gewestelijke commandanten hadden grote bevoegdheden. Veelal waren de commandanten voor de leiding van hun Gewest op zichzelf aangewezen. In zekere zin was de Ordedienst een schemerwereld. Soms kenden de medewerkers elkaar, soms bleef hun identiteit voor de buitenwereld verborgen. Het gevolg was dat de Sicherheitspolizei und SD verschillende reeksen van arrestaties uitvoerden doch er niet in slaagden om de wijdvertakte organisatie uit te schakelen.

### Het doel en de werkwijze van de Ordedienst
Anders dan de Raad van Verzet en de Landelijke Knokploegen liet jhr. Pieter Jacob Six geen sabotage bedrijven en ook hield de OD zich niet bezig met de hulp aan onderduikers. Six liet zijn Gewestelijke commandanten alleen voorbereidingen treffen zodat de OD in de laatste fase van de oorlog aan de strijd zou kunnen deelnemen. Six ging ervan uit dat hij nadien in Nederland het militaire gezag zou kunnen uitoefenen. Bij de Topleiding van de OD was de heersende opvatting dat op het moment van de bevrijding van Nederland er een gezagsvacuüm zou ontstaan en dat dan gezorgd diende te worden voor de handhaving van de orde en rust, terwijl tegelijkertijd de geallieerden de helpende hand moesten worden geboden. Bij de OD lag daarom de nadruk op de voorbereiding van de situatie die bij het vertrek van de vijand zou ontstaan. Deelneming aan de strijd maakte het wenselijk dat men wist hoe de Duitse strijdkrachten over het land verdeeld waren en hoe groot de sterkte was. Om deze kennis over de vijand en het terrein waarin de vijand opereerde te verkrijgen werden er door de medewerkers van de OD inlichtingen verzameld. De inlichtingen waren noodzakelijk om de Nederlandse regering in Londen te informeren. Daarom had de OD een sterke band opgebouwd met het Bureau Inlichtingen (BI) in Londen. Het BI was een militaire inlichtingendienst die door de Nederlandse regering in Londen was aangewezen om het contact met de verzetsorganisaties in Nederland te onderhouden. Om deze taak uit te kunnen voeren parachuteerde het BI geheim agenten boven bezet Nederland. Deze agenten verzorgden met hun radiozendontvanger het zendcontact tussen de OD en het BI in Londen.

### De Radiodienst van de Ordedienst
De Ordedienst had de beschikking over een binnenlands netwerk van radiozenders. Vanuit het Algemeen Hoofdkwartier in Amsterdam had de OD een eigen radioverbinding met de negentien Gewestelijke commandanten. In elk gewest van de OD was door de radiotechnicus Jan Thijssen, het hoofd van de Radiodienst van de OD, een radiogroep opgebouwd. De radiogroepen bestonden uit een kring van drie tot vijf radiozendontvangers. Aan deze radiogroepen waren code-officieren verbonden. Elke radiogroep had eigen marconisten. De marconisten kwamen uit de scheepvaart of waren afkomstig van de KLM. Thijssen en zijn medewerkers reisden het land af om medewerkers voor de Radiodienst te werven. Ze leidden de medewerkers op en ze voorzagen de radiogroepen van radioapparatuur en radio-onderdelen. Alle medewerkers die bij de Radiodienst waren aangesloten hadden een gezamenlijke interesse. Ze hadden beroepsmatig of als hobby kennis van de radiotechniek. Er waren radioseinposten in Amsterdam, Hilversum, Apeldoorn, Utrecht (stad), Den Haag, 's-Hertogenbosch, Venlo, Nijmegen, Arnhem, Groningen (stad), Leeuwarden en Breda.
Toen in medio 1943, na maanden van hard werken, het binnenlandse zendernet gereed was voor gebruik ontstond er tussen jhr. Pieter Jacob Six en Jan Thijssen een verschil van mening over het gebruik en de inzet van het verbindingsnet. Thijssen wilde het zendernet gelijk in gebruik nemen. Ook wilde hij de faciliteiten van de Radiodienst ter beschikking stellen van alle verzetsorganisaties met inbegrip van de OD. Six wilde het gebruik van het binnenlands zendernet uitstellen tot aan het moment dat Nederland bevrijd was en de Duitse aftocht een feit was. Volgens de visie van Six zou het zendernet moeten fungeren als een back-up verbindingssysteem. Het verbindingssysteem zou pas in gebruik worden genomen op het moment dat de Duitsers de telefoon- en telegrafieverbindingen tussen de grote bevolkingscentra zouden vernielen. Een scherp conflict was het gevolg. Het conflict escaleerde. De bevelsbevoegdheid over de radiogroepen werd door Six gedelegeerd naar de Gewestelijke commandanten en Thijssen werd als hoofd van de Radiodienst ontslagen. Op 31 december 1943 werd Thijssen wegens eigengereid optreden uit de OD gezet. Na zijn ontslag bij de OD bouwde Jan Thijssen ten behoeve van Raad van Verzet in korte tijd een nieuwe Radiodienst op. De Radiodienst van de Raad van Verzet werd in de zomer van 1944 operationeel en bleef in bedrijf tot aan het einde van de Tweede Wereldoorlog.

## De algemene oorlogstoestand
De overval op de radiopost in de Vloeiweide kan niet los worden gezien van de ontwikkelingen die zich op dat moment op het militaire oorlogstoneel afspeelden. Juist de ontwikkelingen op het hoogste legerniveau waren indirect van grote invloed op het drama dat zich in de vroege morgen van 4 oktober 1944 heeft voltrokken.
Op 3 september 1944 bereikte een tankspits, van het Britse 2e Leger, Brussel (stad). Op dezelfde dag zond Radio Oranje namens Koningin Wilhelmina der Nederlanden de mededeling uit dat Hare Majesteit de Koningin haar schoonzoon Prins Bernhard van Lippe-Biesterfeld had benoemd tot Bevelhebber der Nederlandse Strijdkrachten en dat Prins Bernhard, onder het bevel van generaal Dwight D. Eisenhower de leiding van het gewapend verzet op zich had genomen. Op het moment dat Prins Bernhard tot Bevelhebber werd benoemd had het gewapend verzet in Nederland vrijwel niets te betekenen. De drie geheime organisaties OD, RVV en LKP, die voor het bieden van het verzet, hetgeen de sabotage insloot, in aanmerking kwamen hadden nagenoeg geen wapens en geen sabotagemiddelen. Daarnaast was de RVV pas op 1 september 1944 door het Bureau Bijzondere Opdrachten (BBO) erkend als ontvanger en distributeur van alle boven het bezet gebied af te werpen wapens en sabotagemiddelen.
Op 4 september 1944 stootte de Britse 11e Tankdivisie door naar de Scheldemonding bij Antwerpen (stad). Een tankspits van het Amerikaanse 1e Leger zette via de route: Metz, Aken (stad), de aanval in op het Ruhrgebied. Generaal Bernard Montgomery bereikte met een Leger bestaande uit: Engelsen, Canadezen, Polen, Belgen en de Nederlandse Prinses Irene Brigade, via Vlaanderen de Nederlandse grens.

### Dolle Dinsdag
Op dinsdag 5 september 1944 ontstond in Nederland grote opwinding. Voor Radio Oranje gaf minister-president Pieter Sjoerds Gerbrandy (1885-1961) de indruk dat de bevrijding van Nederland slechts een kwestie van uren kon zijn. Voortdurend zond Londen radioberichten uit waarin verzetslieden met nadruk werd meegedeeld vooral de aanwijzingen van hun commandanten te volgen en niet op eigen initiatief aan de slag te gaan. Deze aanwijzingen versterkten het gevoel dat het moment van handelen was aangebroken. Leden van de Nationaal-Socialistische Beweging in Nederland (NSB) en hun gezinnen pakten haastig hun biezen. Uit het westen van Nederland vertrokken bijna veertig extra treinen in oostelijke richting. De treinen waren volgepakt met leden van de NSB en hun gezinnen. In deze overwinningsroes ontstonden gevaarlijke situaties, omdat op diverse plaatsen het verzet bovengronds kwam en sommige onderduikers zich openlijk op straat vertoonden. Deze dag werd later Dolle Dinsdag genoemd.
In Rotterdam verkondigde de draadomroep dat Rotterdam was bevrijd. Bij het Hoofdkwartier van de RVV in Rotterdam reden motorordonnansen aan en af. Op een andere plaats in Rotterdam bezochten veel leden van de LKP te voet of per fiets het Hoofdkwartier van de Landelijke Knokploegen. Het Hoofdkwartier van de Ordedienst, in de Amsterdamse Koepelkerk, werd die dag door ruim zeventig personen bezocht. In de Gereformeerde kerk aan de Keizersgracht in Amsterdam werden de leden van de knokploegen van die stad geconcentreerd. Hier en daar ging men over tot de arrestatie van NSB’ers. In Breda vertaalde de euforie van de komende bevrijding zich door Duitse troepenverplaatsingen. Duitse eenheden die met het oog op de geallieerde doorstoot niet meer in Breda benodigd waren kregen opdracht de stad te verlaten om elders hun positie in te gaan nemen. Drs. A.van der Poel, de Gewestelijk commandant van het Gewest 16 mobiliseerde zijn Staf en hij begon op het Hoofdkwartier in Breda de maatregelen te treffen die jhr. Pieter Jacob Six, de leider van de landelijke OD, had voorgeschreven. Vanuit het Hoofdkwartier in Amsterdam waren inmiddels voor iedere Gewestelijke commandant twee opdrachten uitgegaan. Om de onderlinge verbindingen te waarborgen kregen de commandanten de opdracht om voordat de geallieerden hun Gewest bereikten in het buitengebied van hun Gewest niet te ver van het hoofdkwartier radioposten in te richten. Daarnaast diende er een afwerpterrein te worden ingericht zodat wapens en materieel dat door het Bureau Bijzondere Opdrachten vanuit Engeland boven bezet Nederland werd afgeworpen kon worden ontvangen.

## Het inrichten van de radiopost in de Vloeiweide
In Breda was het geluid van het geallieerde geschut goed hoorbaar. Op het Gewestelijk Hoofdkwartier van het Gewest 16 in Breda kwam het gerucht binnen dat de geallieerden reeds in Wuustwezel, op nauwelijks twintig kilometer afstand van Breda, in de rug van het vluchtende Duitse leger waren gesignaleerd. Gezien de ontwikkelingen aan het geallieerde front en de informatie die de Nederlandse regering in Londen via de radiozender Radio Oranje verspreidde en de opdrachten die door het landelijk Hoofdkwartier van de OD in Amsterdam werden verstrekt was de bevrijding van Nederland eerder een kwestie van uren dan van dagen. De kleine groepjes Duitse soldaten die aan de Nederlandse grens werden gesignaleerd en die vanuit België de grens overstaken duidden er op dat de Duitsers op de vlucht waren geslagen en aan de terugtocht waren begonnen. Op grond van deze berichten vond de Gewestelijk commandant drs. A. van der Poel, dat de tijd was aangebroken om tot handelen over te gaan. Hij gaf aan Paul Windhausen de commandant van de Radiogroep opdracht om zich met zijn groep te verplaatsen naar de Vloeiweide, nabij Rijsbergen om aldaar op een vooraf verkende en afgesproken plaats een radiopost in te richten. Voor de locatie van de radiopost was gekozen voor het huis van boswachter Neefs. Het huis stond afgelegen in een dun bevolkt gebied. Daarnaast diende Windhausen met een groep bewakers een afwerpterrein in te richten om wapens en materieel te kunnen ontvangen dat door het Bureau Bijzondere Opdrachten boven bezet gebied zou worden geparachuteerd.

### De situatie in de Vloeiweide
Neefs was als boswachter in dienst bij mevrouw Bouman-Vlekke, de eigenaresse van het landgoed Vloeiweide. Zijn woning stond op een afstand van ongeveer vijfhonderd meter van haar villa. Het gezin van Neefs bestond uit man, vrouw en acht kinderen. Onder de kinderen waren vier meisjes en vier jongens. De oudste van de kinderen was achttien jaar en de jongste vier jaar. In de woning had Neefs twee onderduikers ondergebracht. Henk Touw (31 jaar) was afkomstig uit Breda en Jan Nelissen (31 jaar) was afkomstig uit Oss. Henk Touw was een ervaren zendamateur. Hij was lid van de vereniging voor Zendamateurs in het Zuiden van het land. Voor en tijdens de oorlog had hij zich beziggehouden met het bezoeken van collega zendamateurs elders in het land. Tijdens zijn bezoeken had hij zijn collega’s van onderdelen voor hun radioapparatuur voorzien. Touw woonde aan de Haagweg in Breda. Toen de Duitse Abwehr achter hem aan zat, had hij besloten om onder te duiken. Touw had als timmerman van tijd tot tijd op de villa van het landgoed Vloeiweide gewerkt en zodoende had hij boswachter Neefs leren kennen. Na verloop van tijd had hij het plan opgevat om zijn radiozendontvanger op zijn onderduikadres te installeren. Neefs was daarmee akkoord gegaan. Nelissen had in de bezettingstijd een paar jaar als paardenverzorger op het landgoed gewerkt. Toen er in 1944 niet veel paarden meer te verzorgen waren werkte hij op het land en verbleef hij als onderduiker in huize Neefs. In het afgelegen gebied in de Vloeiwede zaten meerdere mensen ondergedoken. Op het tuindersbedrijf van Jos Van Aert zaten vanaf eind augustus 1944 Kees Buuron en Jan Juten, beiden uit Bergen op Zoom en Sjoerd Bernaards, uit West Terschelling, ondergedoken. Het tuindersbedrijf aan de raamschoorseweg was gelegen op een afstand van circa honderd meter van de woning van Neefs.

## De radiopost in de Vloeiweide
In de namiddag van maandag 4 september 1944 verzamelden de leden van de radiopost zich in het huis van boswachter Neefs. De commandant en code-officier van de radiopost was Paul Windhausen (41 jaar), afkomstig uit Breda. De drie marconisten die naar de woning van Neefs waren gedirigeerd waren Johan Oberg (37 jaar), afkomstig uit Wassenaar. Hij was in Breda en omgeving werkzaam als tijdelijk inspecteur van de Centrale Distributiedienst. Johannes de Vries (26 jaar). afkomstig uit Breda. Hij was radiotechnicus en tevens zendamateur. Franciscus de Visser (33 jaar), afkomstig uit Breda. De onderduiker Henk Touw die in de woning aanwezig was sloot zich bij de groep aan en de bemanning van de radiopost was compleet. De marconisten hadden de beschikking over drie radiozendontvangers. De marconisten kregen van Paul Windhausen de opdracht om een zender te installeren en radiocontact te leggen met de andere OD-radioposten in andere delen van het land. Op het Gewestelijk Hoofdkwartier in Breda ging men ervan uit dat de doorbraak van de geallieerden eerder een kwestie van uren dan van dagen was. Men ging ervan uit dat de radiopost hooguit een à twee nachten in het boswachtershuis zou verblijven en dat vervolgens de bevrijding een feit zou zijn.

### De bewakingsgroep ten behoeve van het afwerpterrein
Ten behoeve van de bewakingsgroep van het afwerpterrein meldden zich die middag zeven mannen. Hendrikus van der Sande (23 jaar), afkomstig uit Breda, Marinus van den Boogaard (22 jaar), afkomstig uit Steenbergen, Jacobus van den Boogaard (23 jaar), afkomstig uit Steenbergen, Johannes Bakker (23 jaar) afkomstig uit Breda, Adrianus v.d.Heuvel (34 jaar), afkomstig uit Breda, Hendrikus Hofman (21 jaar), afkomstig uit Breda en Hendricus Brautigam (49 jaar) afkomstig uit Amsterdam. Brautigam was stuurman van de grote vaart. Hij verbleef in Breda als tijdelijk inspecteur van de Centrale Distributiedienst. Brautigam werd de informele leider van de bewakingsgroep. De vier onderduikers Jan Nelissen, Kees Buuron, Sjoerd Bernaards en Jan Juten sloten zich bij de bewakingsploeg aan. De totale sterkte van de ploeg kwam daardoor op elf man. De totale sterkte van de beide groepen bedroeg zestien man. Windhausen en Touw verbleven in de boswachterswoning. Buuron, Bernaards en Juten verbleven op hun onderduikadres en de andere mannen sliepen in de schuur op het terrein van Neefs. De leden van de bewakingsgroep kregen de opdracht om 's nachts, indien nodig, het afwerpterrein te bemannen. Daarnaast hadden ze de taak om patrouilles te lopen in de omgeving van de radiopost en in het gebied tot aan de Belgische grens verkenningen uit te voeren om inlichtingen in te winnen over de Duitse stellingen en troepenbewegingen. De bewapening van de leden van de bewakingsgroep bestond uit een minimale voorraad wapens. Ze hadden de beschikking over een aantal pistolen, een paar geweren en een paar handgranaten. Alles bij elkaar was het te weinig om zich in een noodsituatie te kunnen verweren.

## De inschattingsfout van het Geallieerde Opperbevel
De ontnuchtering voor de verzetsstrijders in de Vloeiweide kwam snel. De opmars van de geallieerden stokte, want het Geallieerde Opperbevel had zich op de situatie verkeken. Het Geallieerde Opperbevel had een inschattingsfout gemaakt en daar was de Nederlandse regering in Londen, de landelijke leiding van de OD in Amsterdam en de Gewestelijke commandant in Breda niet van op de hoogte. Na de doorbraak in Normandië, eind juli 1944, hadden de geallieerden de Duitse legers voor zich uitgejaagd. Op een gegeven moment leek het einde van de oorlog zeer nabij. Bij het Geallieerde Opperbevel meende men dat de Duitsers aan het einde van hun krachten waren. Maar het tegendeel was waar. Juist de geallieerde legers leden aan ademnood. Door de snelle en succesvolle opmars door België waren de aanvoerlijnen van de geallieerde troepen te lang geworden. Toen de geallieerden de Nederlandse grens naderden was de snelheid uit de zegevierende opmars verdwenen en kwam de opmars van de geallieerden tot stilstand. Het Duitse leger was in staat tot het voeren van het verdedigende gevecht en als gevolg hiervan waren de geallieerden niet in staat om de Haven van Antwerpen te bereiken. Door deze tegenvaller moest de bevoorrading van de voorste eenheden van het geallieerde front nog altijd plaatsvinden vanuit de geïmproviseerde havens aan de Franse kust. De geallieerde troepen konden niet anders dan het veroverde terrein te consolideren. Ze trokken zich daarom terug tot aan Merksem bij Antwerpen (stad). Vandaar uit bereidden ze zich voor op een grote gecoördineerde aanval op de Duitse stellingen bij de Maas en het Hollands Diep (water). De Duitsers daarentegen zagen kans om hun uiteengeslagen eenheden te hergroeperen en langs het Albertkanaal in België een verdedigingslinie op te bouwen. Zo verschaften de Duitsers zich een adempauze. De Duitsers wilden tot elke prijs de toegang tot de Haven van Antwerpen en daarmee ook de weg naar West-Brabant onder controle houden.

### De ontwikkelingen aan het geallieerde front
Op 16 september 1944 rukten de Poolse troepen op. Voor de eerste maal vochten ze op Nederlands grondgebied. Ze bevrijdden de eerste Nederlandse steden: Axel (plaats), Hulst (Nederland) en Terneuzen (stad). Als onderdeel van de 21e Britse Legergroep voerden ze vervolgens zuiveringsacties uit langs de Westerschelde. Na een strijd van vijf dagen keerden ze terug naar hun uitgangspunt in de buurt van Gent. Op 17 september 1944 startte Generaal Bernard Montgomery Operatie Market Garden. Met het inzetten van luchtlandingstroepen in de omgeving van Arnhem wilde Montgomery een bruggenhoofd creëren om vandaar uit de vijand te bestrijden. De Engelse legerleiding negeerde de inlichtingen van het Nederlandse verzet. Deze inlichtingen betroffen de informatie over de aanwezigheid van Duitse gevechtseenheden in de omgeving van het luchtlandinggebied. 
Mede door deze verkeerde inschatting draaide de Operatie Market Garden op een mislukking uit. Op 19 september 1944 was de bevrijding van Eindhoven een feit. Het Bureau Inlichtingen werd gesplitst. Een deel van de staf bleef in Londen, het andere deel werd verplaatst naar Eindhoven en nam zijn intrek in het Van Abbemuseum. Zodoende werden de contacten met Prins Bernhard, het Militair Gezag en de staf van de landelijke OD geïntensiveerd.

## De noodsituatie in de Vloeiweide
Tot grote ontsteltenis van de bemanning van de radiopost liet de doorstoot van de geallieerden heel lang op zich wachten. Met lede ogen zagen ze aan dat met de dag de situatie in de Vloeiweide gevaarlijker werd. In het gebied wemelde het van Duitse soldaten die voor de geallieerden op de vlucht waren geslagen en vanuit België aan een wanordelijke terugtocht waren begonnen. In kleine groepjes trokken de Duitsers door het gebied rondom de radiopost. Als gevolg van de Duitse terugtocht gingen leden van de Feldgendarmerie in het gebied patrouilleren. Ze spraken de vluchtende Duitse soldaten aan en ze probeerden ze met strakke hand op andere gedachten te brengen. Chauffeurs van het Nationalsozialistisches Kraftfahrkorps (NSKK) werden in het gebied van de Vloeiweide gesignaleerd. Ze bezochten de boeren in de omgeving om de Duitse troepen die in Breda waren gelegerd te bevoorraden. De NSKK chauffeurs werkten bij de Ortskommandantur van de Wehrmacht in Breda. Het waren Nederlanders afkomstig van de Nationaal-Socialistische Beweging (NSB) en de Weerbaarheidsafdeling (WA). Het was een groep van ongeveer dertig man. Ze waren hoofdzakelijk belast met chauffeursdiensten. De meeste kwamen uit Breda en omgeving en waren in de regio dus ook in het gebied rondom Rijsbergen goed bekend. De leden van de bewakingsgroep van de radiopost constateerden bij de boeren in de omgeving een toename van onderduikers. De onderduikers waren meestal burgers uit Breda of uit de omgeving van Rijsbergen die hun huis in het schootsveld van de geallieerde oprukkende troepen hadden staan. Bij de leden van de bewakingsgroep was men ervan overtuigd dat, als deze tendens zich voortzette, men er redelijkerwijs van uit kon gaan dat de aanwezigheid van de radiopost, bij de mensen in de omgeving, niet onopgemerkt zou blijven.

### Het contact met de bewoonde wereld
Voor het contact met de bewoonde wereld zorgden Leo Touw (17 jaar) en de twee koeriersters Jel de Kort-v.d Sande en Lenie Gerritsen (later gehuwd met Emil Vladislav Kierczak). Leo Touw was een broer van de marconist Henk Touw. Leo Touw zorgde voor de bevoorrading van de radiopost. Met zijn handkar bracht hij levensmiddelen en andere goederen naar de boswachterswoning. De koeriersters verzorgden de verbinding tussen de Gewestelijk commandant en Paul Windhausen de commandant van de radiopost. Het verblijf in de Vloeiweide duurde voor de bemanning van de radiopost te lang. De stilte aan het front noopte hen tot wachten. De verveling werd hun grote vijand. Werkzaamheden op het afwerpterrein waren er niet want er werden vanuit Engeland geen wapens en materieel boven bezet Nederland afgeworpen. Ook al lag de boswachterswoning op een flinke afstand van de bewoonde wereld, het gewijzigde beeld in de anders zo rustige Vloeiweide kon voor de bewoners en de bezoekers van de streek niet onopgemerkt blijven. Het was bekend dat er in het naburige Princenhage over de aanwezigheid en de activiteiten van de verzetsmensen in de Vloeiweide werd gekletst. Dan was er ook nog de lange zendmast die op het terrein van de boswachterswoning stond. De mast was in de verre omgeving goed waarneembaar. Op 1 oktober 1944 was er bij de Staf van het Gewestelijk Hoofdkwartier in Breda serieus over nagedacht om de radiopost op te heffen. Er werd geen actie ondernomen omdat Paul Windhausen er de noodzaak niet van in zag.
In de omgeving werden door de bewakingsgroep steeds vaker mensen gesignaleerd die zich verdacht bij de boswachterswoning ophielden. Het waren bewuste of toevallige passanten. Een passant is er mogelijk de oorzaak van geweest dat in het huis van de familie Neefs een inval werd gedaan. Op dinsdag 3 oktober 1944 in de namiddag kwam er bij de woning van Neefs een vreemdeling aan de deur. Het was de Belg Lodewijk de Coster. Deze De Coster bleek later lid te zijn van de Frontaufklärung. De Frontaufklärung was een frontverkenningsdienst die gebruik maakte van Nederlandse of Belgische spionnen die met de Deutsche Wehrmacht samenwerkten. Paul Windhausen stond De Coster voor de deur van de woning te woord. De man vertelde Belg te zijn. Hij zou ontsnapt zijn aan de Feldgendarmerie. Via Brabant zou hij op weg zijn naar België, daarom vroeg hij de weg naar Antwerpen. Nadat Windhausen hem de weg had gewezen hield de vreemdeling zich nog een tijd op in de omgeving van het boswachtershuis en hij observeerde de schuur en de binnenplaats. Later zou blijken dat deze Belg een handlanger was van leutnant Kurt Steinmeier de adjudant van de Ortskommandant in Breda. Na het bezoek aan de boswachterswoning ging de Coster bij Steinmeier verslag uitbrengen.

## De gevaren bij het zenden
De marconisten onderkenden na verloop van tijd dat in het zenden met de radiozendontvanger het grootste gevaar schuilde. Het was bekend dat de Duitse Abwehr meeluisterde. De Abwehr kon de radiozendontvangers waarop alleen maar werd geluisterd niet uitpeilen. Anders was het wanneer die ontvanger zender werd. Voor de radiotechnici van de Duitse Abwehr was het namelijk een klein kunstje om een zender die te lang in de lucht bleef uit te peilen. Met een zender uitzenden vanuit dezelfde locatie, zonder na verloop van tijd van locatie te wisselen, was vragen om problemen. De marconisten die voor de Radiodienst van de Raad van Verzet werkten wisten als geen ander hoe gevaarlijk het was om berichten te verzenden met de vijand op de hielen. Daarom werd om de ontdekking en uitpeiling van de zender te voorkomen regelmatig van zendlocatie gewisseld. De locatie van waaruit werd uitgezonden was veelal alleen bekend bij de koerier(ster) en de radiotechnicus. De koerier(ster) zorgde ervoor dat de zendontvanger op de zendlocatie werd afgeleverd. De technicus installeerde de zender en de antenne. Tijdens het zenden bleef de technicus in de buurt. De marconist kreeg het bericht dat hij op een bepaald moment op een bepaalde locatie aanwezig moest zijn. Tijdens de uitzending fietsten er medewerkers van de Radiodienst in de buurt van het huis of de boerderij van waaruit de uitzending plaatsvond. In het geval dat er een Duitse peilauto in zicht kwam werden de medewerkers, die in het pand werkzaam waren, gewaarschuwd. Als de marconist zijn uitzending had beëindigd verliet hij het pand. De koerier(ster) zorgde voor de afvoer van de zend ontvanger. Ondanks de veiligheidsmaatregelen werden er bij de Radiodienst van de Raad van Verzet met de regelmaat van een klok radiozenders uitgepeild en werden door loslippigheid van de medewerkers of door lieden die met de vijand sympathiseerden de locaties van de zenders verraden. In minder dan geen tijd werd er daarna een nieuwe zender in de lucht gebracht. Met de medewerkers liep het meestal minder goed af. Veelal werden ze door de SD gearresteerd en daarna zonder enige vorm van proces terechtgesteld. Het zenden met de vijand op de hielen was een levensgevaarlijke bezigheid en het heeft vooral op het einde van de oorlog veel mensenlevens gekost.

## De inval in de woning van boswachter Neefs
In de nacht van 3 op 4 oktober 1944 verbleven in de boswachterswoning behalve Neefs, zijn echtgenote en zijn acht kinderen ook Paul Windhausen, Henk Touw, Jan Nelissen en Frie Renard. Frie Renard (19 jaar) was bevriend met Emiel Neefs (18 jaar). Samen werkten ze op de landbouwgrond van het landgoed. Renard woonde in Breda. De afstand naar zijn huis was te ver om elke avond naar huis te gaan. Daarom bleef hij soms bij de familie Neefs slapen. In de niet ver van de woning gelegen schuur sliepen tien man. Twee van hen waren op patrouille. Kees Buuron, Sjoerd Bernaards en Jan Juten sliepen op hun onderduikadres bij het naburige tuindersbedrijf.
In de vroege morgen van 4 oktober 1944 werd de boswachterswoning van Neefs door een Duitse militaire eenheid met een sterkte van ruim honderd manschappen omsingeld. De eenheid stond onder bevel van leutnant Kurt Steinmeier. Het gros van de manschappen dat aan de operatie deelnam was gelegerd op de KMA in Breda. Leutnant Kurt Steinmeier, de adjudant van de Ortskommandant in Breda, had hun bijstand gevorderd. De mannen lagen in het veld met een onderlinge tussenruimte van nog geen vijf meter. De inval in de boswachterswoning werd uitgevoerd door een twintigtal Feldgendarmen aangevuld met een zevental Nederlandse NSKK-mannen. Er waren op een afstand van een paar honderd meter twee mitrailleurs in stelling gebracht.

### De eerste fase van de aanval
Om half zes in de morgen werd de deur van de keuken geopend. Op dat moment zaten Frie Renard en Emiel Neefs aan de keukentafel te ontbijten. Steinmeier, zijn adjudant en de NSKK man B.Zuuring stapten de keuken binnen. Ze waren met een karabijn en pistolen bewapend. De Nederlander beval de mannen hun handen omhoog te steken. Hij vroeg waar de zeventien mannen waren. Er viel een schot. Het licht ging uit. Er vielen nogmaals twee schoten. Leutnant Steinmeier werd dodelijk getroffen. De NSKK man kreeg een schampschot aan zijn hoofd. Henk Touw loste de schoten. Er ontstond een worsteling tussen de NSKK man en Neefs. De NSKK man raakte zijn karabijn aan Neefs kwijt. Touw rende naar boven om zijn zender onklaar te maken. Een van de Duitsers wierp een handgranaat naar binnen. Onder de dekking van de explosie van de handgranaat trok het drietal zich terug. Steinmeier werd door zijn collega’s ondersteund en naar buiten gedragen. Vlak bij de woning stonden een aantal Duitsers opgesteld. Ze namen met gemengde gevoelens de terugtocht van hun commandant waar. Kort daarna zou Steinmeier op de binnenplaats overlijden. Neefs gaf zijn vrouw en zijn zeven kinderen het advies om zich in de kelder te verstoppen. Touw zag op de binnenplaats voor het huis dat de NSKK mannen Van de Kerkhof, Suijkerbuik en Van Gageldonk zich om hun commandant Steinmeier bekommerden. Touw herkende de NSKK mannen. Hij gooide een handgranaat door het bovenraam naar buiten. Door de handgranaat werd de Nederlandse NSKK man Fokke Mulder uitgeschakeld. Nelissen en Renard vluchtten de kelder in. Paul Windhausen ging naar buiten om een vrije aftocht voor moeder Neefs en haar kinderen te vragen. Windhausen werd zonder pardon neergeschoten. Door de dood van Steinmeier en Mulder waren de Duitsers uit op een nietsontziende vergelding. Henk Touw rende naar buiten. Hij deed een poging om te vluchten. Touw werd doodgeschoten. Emiel Neefs rende hem achterna. Ook Emiel werd neergeschoten. De jongen bleef zwaargewond op de binnenplaats liggen. Mevrouw Neefs begaf zich naar buiten. Ze bekommerde zich om Paul Windhausen. Door een NSKK man werd ze op brute wijze naar binnen geduwd. Neefs had zich op de bovenste verdieping van het huis verschanst. Met zijn buitgemaakte karabijn schoot hij vanuit het bovenraam Christel Bühler een unterofficier van de Feldgendarmerie neer.
Door de kogel die Neefs uit het raam afvuurde werd er een overdreven mitrailleurvuur op de woning gelegd. Er werden handgranaten naar de woning gegooid. De voordeur van het huis werd door een explosie van een handgranaat weggeblazen. Daarna werden er door de NSKK mannen verschillende handgranaten in de woning gegooid. Kort daarna drongen twintig personen de woning binnen. Twee handgranaten werden in het trapgat van de kelder gegooid. Vanuit de keuken werd er in de kelder geschoten. Het hulpgeroep en het gehuil van de kinderen moest duidelijk hoorbaar zijn geweest. Daarna werd de actie gestaakt. De mannen verlieten de woning en ze trokken zich terug. Vanaf een veilige afstand keken ze toe en ze zagen dat een gedeelte van de muur van het huis instortte. Onder de dekking van een stofwolk wist boswachter Neefs uit het huis te ontsnappen.

### De tweede fase van de aanval
Kees Buuron, Jan Juten en Sjoerd Bernaards, die op het naburige tuindersbedrijf ondergedoken zaten, waren door de geluiden van het schieten en de ontploffingen gewekt. Met een omtrekkende beweging probeerden ze bij de woning van Neefs te komen. Toen ze zagen dat de overmacht aan Duitsers te groot was sloegen ze op de vlucht. Ze wisten heelhuids het naburige Princenhage te bereiken. Ze doken onder en toen zij zich in veiligheid achtten brachten ze rapport uit bij de staf van het Gewestelijk Hoofdkwartier van de OD in Breda.
De vergeldingsdrift van de Duitsers was nog niet verzadigd. De tweede fase van de aanval werd ingezet om kwart voor zes. Het lot van de mannen in de schuur werd beslecht. Er werden zeven mannen van de bewakingsploeg gevangengenomen. Marinus van den Boogaard wist zich in de schuur verborgen te houden. Johan Oberg en Harrie van de Sande ondernamen een poging om te vluchten. Toen de operatie voorbij was werden hun lijken op een afstand van ongeveer vijfhonderd meter van de schuur gevonden. De Duitsers staken de schuur in brand waarbij de Nederlandse handlangers een werkzaam aandeel hadden. Door de brand moest Marinus van den Boogaard uit zijn schuilplaats tevoorschijn komen. Hij werd voor de schuur neergeschoten. Hij was niet dodelijk getroffen. Hij kreeg van een NSKK man een genadeschot. Hetzelfde lot trof even later Paul Windhausen en Emiel Neefs.
In de woning was een begin van brand ontstaan. Met brandende stukken stro en hout van de schuur werd het vuur in de boswachterswoning aangewakkerd. Door het puin dat in het keldergat lag konden de mensen de kelder niet verlaten. De Duitsers lieten de lijken van hun drie gesneuvelde makkers leutnant Kurt Steinmeier, unterofficier Christel Bühler en de NSKK man Fokke Mulder naar Breda afvoeren. De NSKK mannen die daarmee belast werden kregen de opdracht om de gemeentepolitie in Breda te waarschuwen. Het was bij de Duitsers een vaste procedure dat zij de door hen gedode Nederlanders door de lokale politie lieten bergen. In dit geval kreeg de gemeentepolitie van Breda het verzoek om naar de Vloeiweide te komen. Voordat de politie aankwam arriveerden er rond acht uur twee wachtmeesters van de Groep Koninklijke Marechaussee uit Zundert ter plaatse. Het waren de wachtmeester H.D. Beijhuijzen en J.Lambregts. Ze waren op de rook af gekomen en ze informeerden bij de Duitsers naar wat er gebeurd was.

### De berging van de doden en de gewonden
Even tijd later arriveerde er een auto van de Feldgendarmerie. De auto werd gevolgd door een auto van de gemeentepolitie uit Breda. In de politieauto zaten hoofdinspecteur Migo en de rechercheur Gerrit Verdaasdonk. Verdaasdonk hoorde dat er nog mensen in de kelder aanwezig waren. Toen hij het smeulend vuur in de kelder zag en de rook die door het kelderraam naar buiten kwam gooide hij een emmer water in de kelder om de brand te blussen. Samen met de twee wachtmeesters van de Marechaussee stootten zij hard met een boomstam tegen het kelderraam. De spijlen vlogen eruit. Ze tilden Cornelis Neefs (4 jaar) naar buiten. Het jongetje had een grote buikwond en een gat in zijn hoofd. Het kind stierf in de armen van Verdaasdonk. Toen kropen er drie meisjes en twee jongens door het kelderraam naar buiten. Het waren Julia (7 jaar), Johan (9 jaar), Sjaak (14 jaar), Wies (20 jaar) en Toos (22 jaar). Frie Renard en Jan Nelissen kropen als laatste door het kelderraam naar buiten. De mensen waren zwaar tot lichtgewond en hun huid was geschroeid. Renard en Nelissen werden door de Feldgendarmerie gearresteerd. Toen Verdaasdonk in de kelder keek zag hij de lijken van moeder Neefs (45 jaar) en haar dochter Rietje (16 jaar) liggen. De lijken werden uit de kelder gehaald en naar het lijkenhuisje in Rijsbergen afgevoerd.
Hoofdinspecteur Migo zorgde ervoor dat de geredde kinderen naar het St. Ignatius ziekenhuis in Breda werden gebracht. Voor de Duitsers en de Nederlandse NSKK mannen was de operatie voltooid. De tegenstander was uitgeschakeld en het huis en de schuur waren vernietigd. De zeven gevangenen werden naar het Bureau van de Feldgendarmerie, in het gebouw van de voormalige Kamer van Koophandel aan de Julianalaan in Breda, afgevoerd. Zoals later zou blijken was de overval op de radiopost geïnitieerd door leutnant Steinmeier. De militaire operatie was zonder inmenging van majoor Kirsten de Ortskommandant van de Wehrmacht in Breda georganiseerd. Kirsten had zich reeds bij de naderende nederlaag van het Duitse leger neergelegd. Hij was op zijn rust gesteld en hij wachtte af op wat ging komen. Zijn adjudant, leutnant Steinmeier, was een fanaat die in het zicht van de nederlaag nog carrière wilde maken. Het was in Breda bekend dat Steinmeier veel zaken buiten de Ortskommandant om regelde. In wezen maakte Steinmeier op de Ortskommandantur in Breda de dienst uit.

## De slachtoffers die omkwamen bij de overval op de radiopost

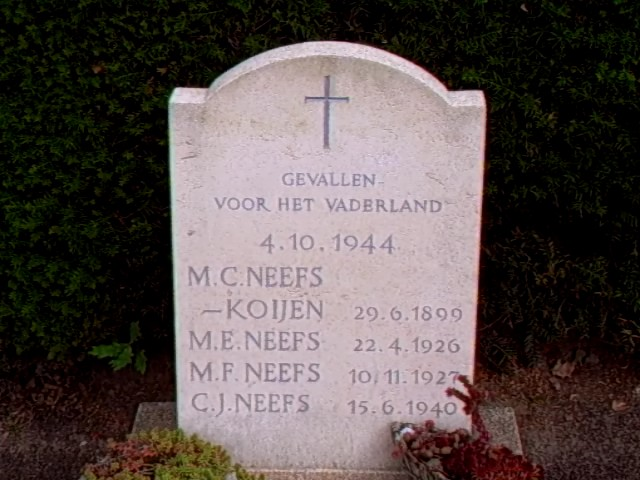
Grafzerk van Mevr.M.C.Neefs-Koijen en kinderen op de RK Begraafplaats in Rijsbergen

De burgerslachtoffers die op 4 oktober 1944 omkwamen behoorden allen tot de familie Neefs. Ze werden op 5 oktober 1944 op de RK Begraafplaats in Rijsbergen begraven.
1. M.C. Neefs-Koijen, geboren te Meir, wonende te Rijsbergen, geboren 29-6-1899
2. M.E. Neefs, geboren te Zundert, wonende te Rijsbergen, geboren 22-4-1926
3. M.F. Neefs, geboren te Gilze-Rijen, wonende te Rijsbergen, 10-11-1927
4. C.J. Neefs, geboren te Rijsbergen, wonende te Rijsbergen, 15-6-1940

De slachtoffers die op 4 oktober 1944 aan de kant van de Ordedienst omkwamen waren:
1. Marinus v.d.Boogaard, geboren te Steenbergen, wonende te Steenbergen (1922-1944)
2. Johan M. Oberg, geboren te Den Haag, wonende te Wassenaar (1907-1944)
3. Hendrikus G. v.d. Sande, geboren te Teteringen, wonende te Breda (1921-1944) [1]
4. Henk Touw, geboren te Breda, wonende te Breda (1913-1944)
5. Henricus J.P. Windhausen, geboren te Roermond, wonende te Breda (1903-1944)

Op 4 oktober 1944 werden op de Begraafplaats Zuylen in Breda de slachtoffers aan Duitse zijde met militaire eer begraven.
1. Kurt Steinmeier, Ortskommandantur, leutnant
2. Christel Bühler, Feldgendarmerie, unterofficier
3. Fokke Mulder, Ortskommandantur, geboren Bolsward, NSKK

## De terechtstelling van de gevangenen
Na een kort verhoor werden op donderdagmorgen 5 oktober 1944, de gevangenen naar de Schietheide in het Mastbos, aan de Galderseweg, in de omgeving van Ginneken gebracht. De negen gevangenen werden met kleine tussenruimte naast elkaar voor de kogelvanger van de schietbaan opgesteld. Voor hen stond een vuurpeloton van negen Feldgendarmen. Het vuurpeloton stond onder bevel van oberleutnant Adolf Balhüff. Een gevangene kon de dans ontspringen. Het was Frie Renard, de vriend van de zoon van Neefs. Frans de Visser zei dat Renard niet tot de groep behoorde en met de activiteiten van de radiopost in de Vloeiweide niets te maken had. Het was zijn redding, de oberleutnant liet Renard uittreden. Renard moest naast hem plaatsnemen om vanaf dat punt de executie van de acht personen gade te slaan.

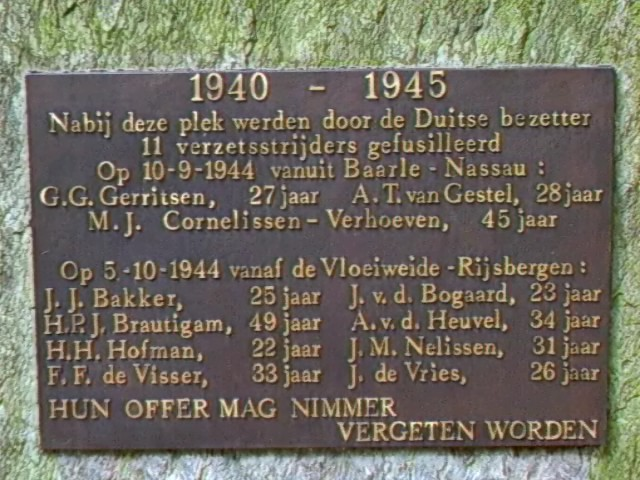
Plaquette "Vloeiweide monument", Galderseweg, Ginneken.

De slachtoffers die op 5 oktober 1944 bij de terechtstelling op de voormalige Schietheide in het Mastbos, aan de Galderseweg in de omgeving van Ginneken werden gefusilleerd waren:
1. J.J. Bakker, geboren te Magelang, N.O.I., wonende te Breda ( 25 jaar)
2. J.J. v.d. Boogaard, geboren te Steenbergen, wonende te Steenbergen ( 23 jaar)
3. H.P.J. Brautigam, geboren te Amsterdam, wonende te Amsterdam ( 49 jaar)
4. A.J. v.d. Heuvel, geboren te Rijsbergen, wonende te Breda ( 34 jaar)
5. H.H. Hofman, geboren te Utrecht, wonende te Breda ( 22 jaar)
6. J.M. Nelissen, geboren te Oss, wonende bij Neefs te Rijsbergen ( 31 jaar)
7. F.F. de Visser, geboren te Ginneken, wonende te Breda ( 33 jaar)
8. J. de Vries, geboren te Leerdam, wonende te Breda ( 26 jaar)

Na de terechtstelling werd Frie Renard afgevoerd naar de Chassékazerne in Breda. Hij kwam samen in de cel te zitten met de handlanger van leutnant Steinmeier, Lodewijk de Coster. De Coster probeerde Renard uit te horen. Op 9 oktober 1944 werd Renard vrij gelaten.
Het stoffelijk overschot van J.J. Bakker, J.J. v.d. Boogaard, M. v.d. Boogaard, H.P.J. Brautigam, A.J. van den Heuvel, J.M. Nelissen, J.M. Oberg, H.G. van de Sande, H.A. Touw, F.F. Visser en H.J.P Windhausen werd een aantal jaren na de oorlog herbegraven op het Nationaal Ereveld Loenen.

## De uitzonderingstoestand
Om de ontstane euforie in bezet Nederland in te dammen had de Rijkscommissaris Arthur Seyss-Inquart (1892-1946) op 4 september 1944 de uitzonderingstoestand afgekondigd. Met deze afkondiging maakte hij de weg vrij voor het nemen van zeer harde maatregelen. Naar aanleiding van het afkondigen van de uitzonderingstoestand liet de Befehlshaber der Sicherheitspolizei Karl Eberhard Schöngarth op 11 september 1944 weten, dat het niet meer doelmatig was om veel tijd te besteden aan het oprollen van verzetsgroepen. Hij gaf opdracht dat onmiddellijk en hard diende te worden opgetreden indien men verzetsstrijders gevangengenomen had. In de praktijk betekende het afkondigen van de uitzonderingstoestand dat verzetsstrijders na gevangenneming zonder enige vorm van proces werden terechtgesteld. Het feit dat de executie van de acht man, van de radiopost in de Vloeiweide, zo kort na de gevangenneming plaatsvond duidde erop dat de beslissing op laag niveau was genomen met weinig of geen ruggespraak met een hogere bevelsinstantie.
Boswachter Neefs zag kans om na de inval in zijn woning te vluchten. Na enkele dagen viel hij bij toeval in handen van de Duitsers. De Duitsers arresteerden hem en zetten hem vast in een cel van het politiebureau van de gemeentepolitie in Zevenbergen. Twee politiemensen, die op het punt stonden om samen met hun gezinnen onder te duiken, bevrijdden hem. Verzetslieden brachten Neefs daarna in veiligheid.

## De bevrijding van Breda
Op 22 oktober 1944 kwam de geallieerde oorlogsmachine weer op gang en over een langgerekt breed front startten de geallieerden hun Oktoberoffensief. Britten, Amerikanen en Canadezen opereerden op de linkerflank in de richting Roosendaal Hollands Diep (water). Op hetzelfde moment schoven de Polen uit de achterhoede langzaam naar voren in de richting van het Wilhelminakanaal. De bedoeling van deze Poolse manoeuvre was om de aandacht van de Duitsers voor de linkerflank af te leiden. Onder Brits oppercommando en deel uitmakend van het Canadese leger rukte op 27 oktober 1944 de 1e Poolse Pantserdivisie vanuit de achterhoede op. In alle vroegte werd Alphen (Noord-Brabant) definitief ingenomen door de 10e Pantserbrigade, terwijl het 10e Verkenningsregiment rond de middag Gilze veroverde. De linkerflank met Britten, Amerikanen en Canadezen maakte door de zware strijd in Zeeland niet zulke snelle vorderingen. De 1e Poolse Pantserdivisie, die vanuit de achterhoede nu ineens in een vooruitgeschoven positie stond, was nu bij verrassing de spits van de geallieerde aanval geworden. Op 29 oktober 1944 trokken drie Poolse infanteriebataljons de stad Breda binnen. De bevrijding van Breda was een feit.

## Eerbewijzen en Onderscheidingen

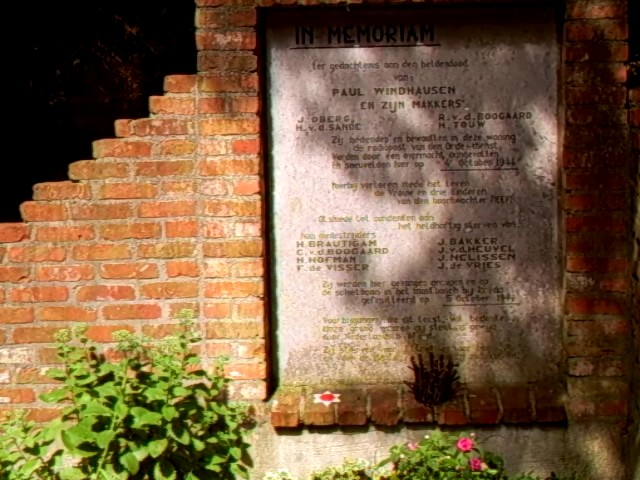
Vloeiweidemonument, Hellegatseweg 6, Rijsbergen

- Een monument ter nagedachtenis aan Paul Windhausen en zijn makkers werd in 1948 opgericht. Het werd opgericht op de plaats waar de boswachterswoning had gestaan en waar de verzetsstrijders op 4 oktober 1944 werden gedood. Het “Vloeiweide monument” aan de Hellegatseweg 6, in Rijsbergen werd in 1984 door de zorg van het gemeentebestuur van Rijsbergen getransformeerd tot het huidige monument. Het monument bestaat uit de restanten van het fundament van de boswachterswoning. Daarvoor is een bakstenen gedenkmuur met een natuurstenen plaquette aangebracht. In 1985 werd het “Vloeiweide monument” door de leerlingen van groep 7 van de St. Bavoschool uit Rijsbergen geadopteerd. Daarmede werd de betrokkenheid van de jeugd in Rijsbergen op langere termijn gewaarborgd. Ieder jaar vindt de overdracht van deze adoptie plaats van de leerlingen van groep 8 aan de leerlingen van groep 7. Vooraf horen de kinderen welk drama zich op 4 oktober 1944 bij de boswachterswoning in de Vloeiweide heeft afgespeeld.

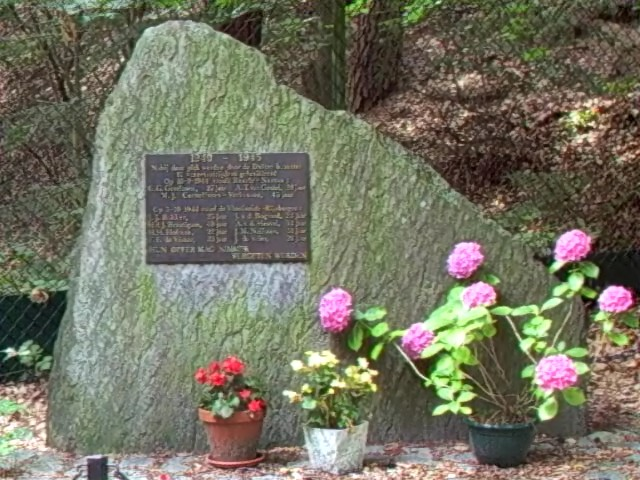
Vloeiweidemonument aan de Schietheide in het Mastbos, aan de Galderseweg, Breda

- Aan de Schietheide in het Mastbos, aan de Galderseweg, in de omgeving van Breda, op de plaats waar de terechtstelling van de gevangenen van de “Vloeiweide”op 5 oktober 1944 plaatsvond is ter nagedachtenis aan de slachtoffers een monument opgericht.
- Ter blijvende nagedachtenis aan het oorlogsleed werd door de Rabobank te Rijsbergen op 29 oktober 1980 aan de plaatselijke gemeenschap een monument aangeboden. Het monument staat op het voorplein naast de St. Bavokerk in Rijsbergen. Het monument werd ontworpen en uitgevoerd door de beeldhouwer Niek van Leest uit Lage Zwaluwe.
- In Breda is naar Paul Windhausen een straat vernoemd. De Paul Windhausenweg achter het Wilhelminapark. Aan de Paul Windhausenweg staat het Onze Lieve Vrouwelyceum de school waaraan Paul Windhausen voor de oorlog als kunstschilder en tekenleraar verbonden was.
- In de Haagse Beemden in Breda is naar mevrouw Maria Neefs-Koijen, de echtgenote van boswachter Neefs, die bij de overval op de radiopost in de Vloeiweide op 4 oktober 1944 in de kelder van haar woning om het leven kwam, een hof genoemd. Het Maria Koijenhof.
- In de St. Bavokerk in Rijsbergen doet sinds 1988 een gebrandschilderd raam herinneren aan de slachtoffers van de overval op de radiopost in de Vloeiweide. Het raam werd bekostigd door de gemeente Breda, de gemeente Rijsbergen en de gulle gevers die jaarlijks de herdenking bezoeken.

## Herdenkingen
- De eerste herdenking van de overval op de radiopost in de Vloeiweide vond plaats op 4 oktober 1945. Het was een initiatief van de Gemeenschap Oud Illegale Werkers Breda. Er werd in de kerk van het H.Sacrament aan de Zandberglaan te Breda een H.Mis opgedragen en 's avonds werd in de Gereformeerde Kerk aan dezelfde laan een plechtige Herdenkingsdienst gehouden. In de namiddag vond er een kranslegging plaats op het graf van Paul Windhausen op de begraafplaats Zuylen in Breda.
- In 1946 hield men voor de eerste keer een herdenking op de plaats in de Vloeiweide waar de overval op de radiopost had plaatsgevonden. Op 2 mei 1948 vond de onthulling van het voormalig “Vloeiweidemonument” plaats. In de jaren zeventig besloot het comité tot Herdenking van de Vloeiweide om over te gaan tot het houden van een Stille Tocht. De Stille Tocht begint aan het begin van de Sintelweg en eindigt op de plaats waar het drama in de Vloeiweide plaatsvond. De Stille Tocht wordt jaarlijks gehouden op de eerste zondag na 4 oktober.

## Historische roman
Over de gebeurtenissen op de Vloeiweide schreef John van Ierland een roman: De geest van de Vloeiweide; ongewenst in het verzet (Breda 2004, 2e herziende druk 2008). Hoofdpersoon is Freek Cohen, een fictieve figuur, die volgens de auteur 'geconstrueerd' is uit de belevenissen van een aantal personen die hun oorlogsbelevenissen met hem wilde delen.